# Siri Pettersen

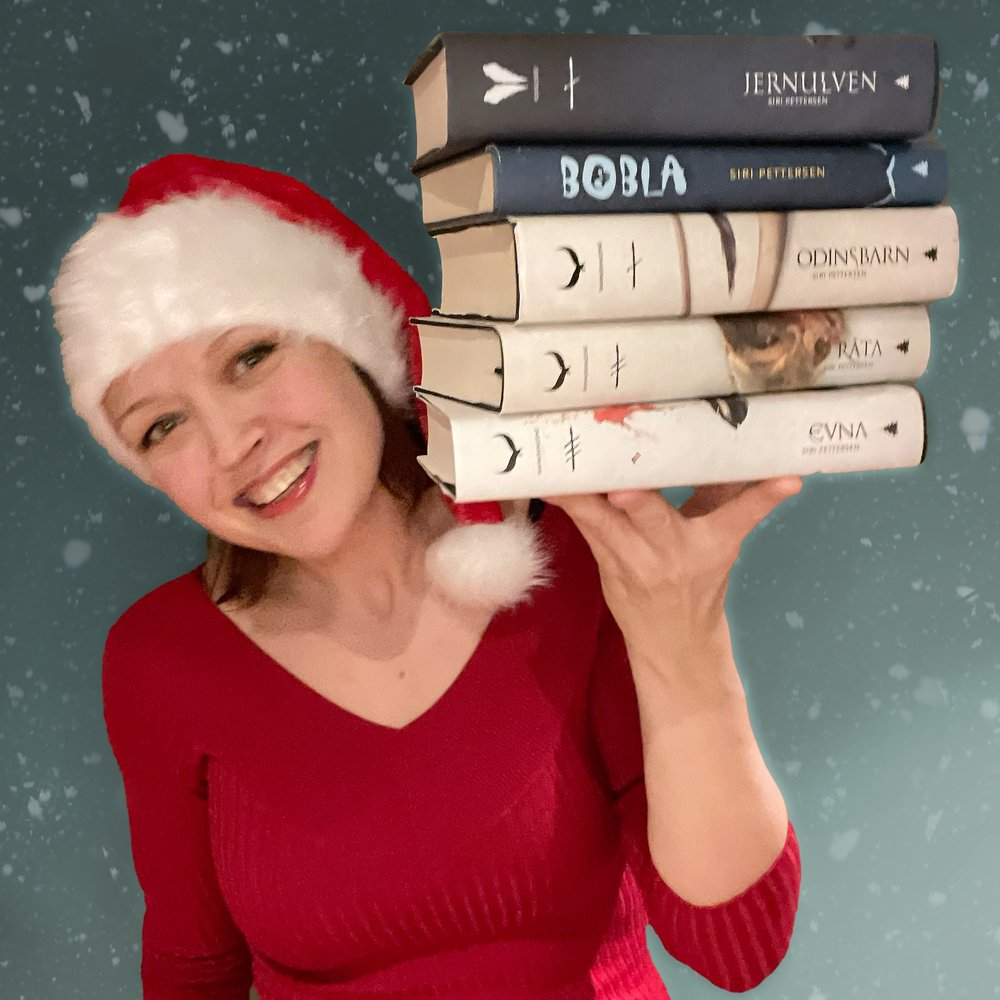
Siri Pettersen, grudzień 2021

Siri Pettersen (ur. 28 października 1971 w Finnsnes) – norweska pisarka i rysowniczka. Autorka cyklu komiksowego Anti-Klimaks, w latach 2013–2015 opublikowała trylogię fantasy Krucze pierścienie (Korpringarna).

## Życiorys
Dorastała w Sørreisa i Trondheim, obecnie (2017) mieszka w Oslo. Rysuje i publikuje komiksy od ok. 2000 roku. Jest członkinią Trondheimstegnerne, stowarzyszenia rysowników z siedzibą w Trondheim.

## Twórczość

### Komiksy
Opublikowany w 2004 roku Anty-Klimaks to humorystyczny cykl z silnymi podtekstami politycznymi. Ukazuje on grono młodych ludzi, którzy są przeciwko całemu światu, kontestują współczesne społeczeństwo i chcą je naprawić. Ponieważ jednak bez przerwy kłócą się między sobą, nie mają czasu na zmienianie rzeczywistości. Zdaniem samej autorki to cykl dla tych, którzy pragną innego świata. W 2004 roku album pt. Heller mot enn for! (Ani przeciw ani za!) został opublikowany przez dom wydawniczy Seriehuset.
Kråkene to komiks, który wyróżnia się brakiem dialogów.
Myrktid to komiks z gatunku fantasy.

### Książki
- Trylogia Krucze pierścienie (nor. Korpringarna), cykl fantasy mający staronordyckie korzenie, na który składają się[6]:
  - Dziecko Odyna (Odinsbarn) 2013 (wyd. polskie 2016)
  - Zgnilizna (Råta) 2014 (wyd. polskie 2016)
  - Evna (Evna) 2015 (wyd. polskie 2017)

Trylogia została nagrodzona licznymi skandynawskimi nagrodami i jest tłumaczona na szwedzki, fiński, duński, włoski, brazylijski, portugalski, estoński, czeski i polski. Prawa do ekranizacji zakupiła norweska wytwórnia filmowa Maipo Films.

## Nagrody
- Nagroda wydawnictwa Bladkompaniet w 2002 roku za Anty-Klimaks[1], dzięki czemu trafił na łamy czasopisma „Larson Gale Verden” w wydaniach od 5/2003 do 2/2004
- Nagroda organizacji Norsk Tegneserieforum (NTF) Sproingprisen w 2003 za Anty-Klimaks – za najlepszy debiut na niwie komiksu[11]
- Norweska nagroda księgarzy 2013 – nominacja za Dziecko Odyna[12]
- Nagroda blogerów książkowych 2013 – nominacja za Dziecko Odyna[12]
- Nagroda dla debiutantów Ministerstwa Kultury 2014 – nominacja za Dziecko Odyna
- Fabelprisen 2014 za Dziecko Odyna[12]
- SPROING 2014 za Dziecko Odyna[12]
- Norweska nagroda księgarzy 2014 – nominacja za Zgniliznę[12]
- Nagroda blogerów książkowych 2014 – nominacja za Zgniliznę[12]
- Grant księgarzy 2015[12]
- IBBY lista honorowa 2016 – Dziecko Odyna[12]
- Norweska nagroda księgarzy 2015 – nominacja za Evnę[12]